# Суриков, Владимир Гаврилович
Владимир Гаврилович Суриков (1928—2018) — советский общественный деятель, педагог и передовик сельскохозяйственного производства. Герой Социалистического Труда (1986).

## Биография
Родился 16 января 1928 года в деревне Артемово, Тверской области в крестьянской семье.
С 1941 года после окончания семи классов средней школы поступил в Калязинский индустриальный техникум. После начала Великой Отечественной войны уехал из Калязино и с 1941 по 1942 годы — работал в колхозе деревни Артемово, Тверской области.
С 1945 года после окончания Каширского сельскохозяйственного техникума работал в колхозе Артемово, Тверской области — трактористом и механизатором. С 1955 года после окончания Института инженеров механизации и электрификации сельского хозяйства — работал инженером лугомелиоративной станции в Коммунистическом районе Московской области. С 1959 года — инженер в совхозе «Рогачевский» Коммунистического района.
С 1960 по 1964 годы — третий и второй секретарь Дмитровского городского комитета КПСС. С 1964 года — начальник Дмитровского межрайонного сельскохозяйственного управления Московской области. С 1969 по 1987 годы — директор Яхромского совхоза-техникума Дмитровского района.
В 1966, 1971 и 1973 годах Указом Президиума Верховного Совета СССР «за выдающиеся трудовые достижения» В. Г. Суриков награждался — орденом Ленина, орденом Октябрьской Революции и орденом Трудового Красного Знамени.
29 августа 1986 года Указом Президиума Верховного Совета СССР «за выдающиеся производственные достижения, успешное выполнение заданий одиннадцатой пятилетки и социалистических обязательств и проявленную трудовую доблесть» Владимир Гаврилович Суриков был удостоен звания Героя Социалистического Труда с вручением ордена Ленина и золотой медали «Серп и Молот».
С 1987 по 1994 годы — генеральный директор Дмитровского агропромышленного комплекса Московской области.
С 1994 года — на пенсии. С 1995 по 2010 годы работал — консультантом в совхозе «Рогачёвский».
Жил в посёлке Новосиньково Московской области. Умер 4 октября 2018 года.

## Награды
- Медаль «Серп и Молот» (29.08.1986)
- Орден Ленина (30.04.1966, 29.08.1986)
- Орден Октябрьской Революции (8.04.1971)
- Орден Трудового Красного Знамени (11.12.1973)

### Звания
- Почётный гражданин Дмитрова (1985)